# Copa Hopman de 2019
A Copa Hopman de 2019 foi a 31ª edição do torneio entre países do tênis em mistas, organizada pela Federação Internacional de Tênis.
Pela segunda vez consecutiva, Belinda Bencic e Roger Federer da Suíça derrotaram os alemães Angelique Kerber e Alexander Zverev na final.